# 夸拉塔
夸拉塔（義大利語：Quarrata），是意大利皮斯托亚省的一个市镇。总面积46平方公里，人口25286人，人口密度549.7人/平方公里（2009年）。ISTAT代码为047017。